# Alessio Axuch
Alessio Axuch o Axouchos (in greco Ἀλέξιος Ἀξούχ o Ἀξοῦχος?) figlio primogenito del Gran Domestico Giovanni Axuch (1105 circa – 1187) è stato un generale bizantino.

## Biografia
Alessio Axuch crebbe nella sfarzosa corte bizantina dei Comneni, visto l'alta carica che il padre ricopriva. Anche Alessio si distinse come aveva fatto il padre, al punto che l'imperatore bizantino Manuele I Comneno, lo nominò prōtostratōr e arrivò a concedergli la mano della nipote Maria.
Nell'estate 1157 Manuele I gli affidò una missione delicata all'interno del Regno di Sicilia, allora spesso in guerra con l'Impero bizantino, inviandolo alla corte di Guglielmo I.
Alessio aveva l'incarico, come anche in precedenza il generale Michele Paleologo, di prendere contatto con eventuali ribelli, di reclutare mercenari, e di soffiare sul fuoco perché si scatenassero tumulti, pur trattando allo stesso momento la pace con Guglielmo. I due comandi sembrano contraddittori ma non lo erano, perché le maggiori difficoltà interne per Guglielmo avrebbero avvantaggiato per contro Bisanzio nelle trattative.
Alessio portò a compimento le sue due missioni facilmente. Due mesi dopo l'arrivo di Alessio, Roberto di Loritello saccheggiò la Sicilia; mentre una grande banda di briganti percorreva Capua, per poi arrivare a Montecassino, nel gennaio del 1158, i briganti riuscirono a sconfiggere un esercito degli Altavilla in uno scontro corpo a corpo. All'inizio della primavera del 1158 l'Impero bizantino concluse una pace segreta con il Regno di Sicilia.
I baroni normanni ribelli, che di punto in bianco si trovavano senza più finanziamenti da parte dell'Impero bizantino, si videro costretti ad abbandonare le conquiste fatte e a cercare un signore più affidabile.
Quando Alessio tornò a Costantinopoli Manuele si congratulò con lui per il buon lavoro che aveva svolto.
Nel 1165, Manuele I lo nominò governatore della Cilicia. Tuttavia, la stima di cui godeva negli ambienti militari e il fatto che avesse stretto amicizia con il sultano turco di Iconio, lo resero pericoloso agli occhi dell'imperatore, che temeva che Alessio potesse cercare di usurpare il trono. Accusato di praticare stregonerie e di ambire al trono imperiale, Alessio fu arrestato; passò i suoi ultimi giorni di vita esiliato in un monastero, dove morì nel 1187.

## Famiglia
Alessio sposò Maria Comnena, figlia di Alessio Comneno, co-imperatore e figlio maggiore dell'imperatore Giovanni II Comneno (1118-1143). La coppia ebbe un figlio, Giovanni Axuch Comneno, che tentò nel 1200 di usurpare il trono all'imperatore Alessio III Angelo (1195-1203).